# Rudy Pemberton
Rudy Héctor Pemberton Pérez (nacido el 17 de diciembre de 1969 en San Pedro de Macorís) es un ex jardinero derecho dominicano que jugó en las Grandes Ligas de Béisbol. Jugó alrededor de tres temporadas en las mayores, desde 1995 hasta 1997, para  los Tigres de Detroit (1995) y Medias Rojas de Boston (1996-1997). También jugó para los Seibu Lions en Japón a finales de 1997 y en 1998,  y para los Kia Tigers en Corea en 2002.
Pemberton pasó seis años en el sistema de ligas menores antes de unirse al equipo de los Tigres de Detroit en 1995, alcanzando un promedio de bateo de .300 en 12 partidos. Entró en los libros de récords del béisbol con los Medias Rojas en 1996, después de registrar 21 hits en 41 turnos al bate para un promedio de bateo de .512, teniendo el promedio de bateo más alto para cualquier jugador con 30 o más turnos al bate en una temporada.
En una carrera  de tres temporadas, Pemberton fue un bateador de .336 con tres jonrones y 23 carreras impulsadas en 52 juegos, incluyendo 22 carreras, 13 dobles, un triple y tres bases robadas.
Tras su carrera en Grandes Ligas, Pemberton jugó con los Oklahoma City 89ers (1996),  Pawtucket Red Sox (1996), Birmingham Barons (1999) y Memphis Redbirds (1999), siendo nombrado el jardinero All-Star de Triple-A durante la temporada de 1996 . En 11 temporadas en las menores bateó .336, 113 jonrones y 509 carreras impulsadas en 930 juegos. También jugó en la Liga Mexicana de 2000 a 2003 y en 2005. Actualmente en la Liga Invernal Veracruzana juega para los Chicataneros de Huatusco.